# مقبره پادشاه ونسونگ
آرامگاه پادشاه ونسونگ (کره‌ای: 원성왕릉؛ هانجا: 元聖王陵) آرامگاه پادشاه سیلا، ونسونگ (حکومت: ۷۸۵–۷۹۸) است. این آرامگاه در جایی که اکنون گیونگجو، کره جنوبی است، واقع شده است. همچنین با نام کوارونگ (괘릉؛ 掛陵) شناخته می‌شود. در ۲۱ ژانویه ۱۹۶۳، به عنوان مکان تاریخی شماره ۲۶ کره جنوبی شناخته شد.

## توضیحات
این مقبره از جمله بهترین مقبره‌های به جا مانده از دوران سیلا است. این مقبره، یک مقبره گورپشته است که قطر آن ۲۳ متر (۷۵ فوت) و ارتفاع آن ۶ متر (۲۰ فوت) است. این مقبره با دوازده سنگ که حیواناتی از زودیاک چینی روی آنها حکاکی شده‌اند، احاطه شده است. این حکاکی‌ها از بهترین‌ها در نوع خود محسوب می‌شوند. این مقبره دارای یک حصار سنگی با ۲۵ ستون است که آن را احاطه کرده‌اند. ستون‌ها همگی اصلی هستند، اما نرده بین ستون‌ها اخیراً مرمت شده‌اند. در نزدیکی مقبره، مجسمه‌های اصلی مختلفی قرار دارد.
با قطعیت مشخص نیست که آیا این مقبره متعلق به ونسونگ است یا خیر. به طور گسترده اعتقاد بر این است که این مقبره، مقبره اوست زیرا سامگوک ساگی می‌گوید که مقبره او در نزدیکی معبد سابق سونگبوکسا بوده است و محل این معبد در واقع در همان نزدیکی است.